# Aeroportul Regional South Cariboo
Aeroportul Regional South Cariboo (IATA: ZMH, ICAO: CZML) este un aeroport din Columbia Britanică, Canada.
Situat la o altitudine de 954 m, aeroportul dispune de o singură pistă.